# Vöcklabruck

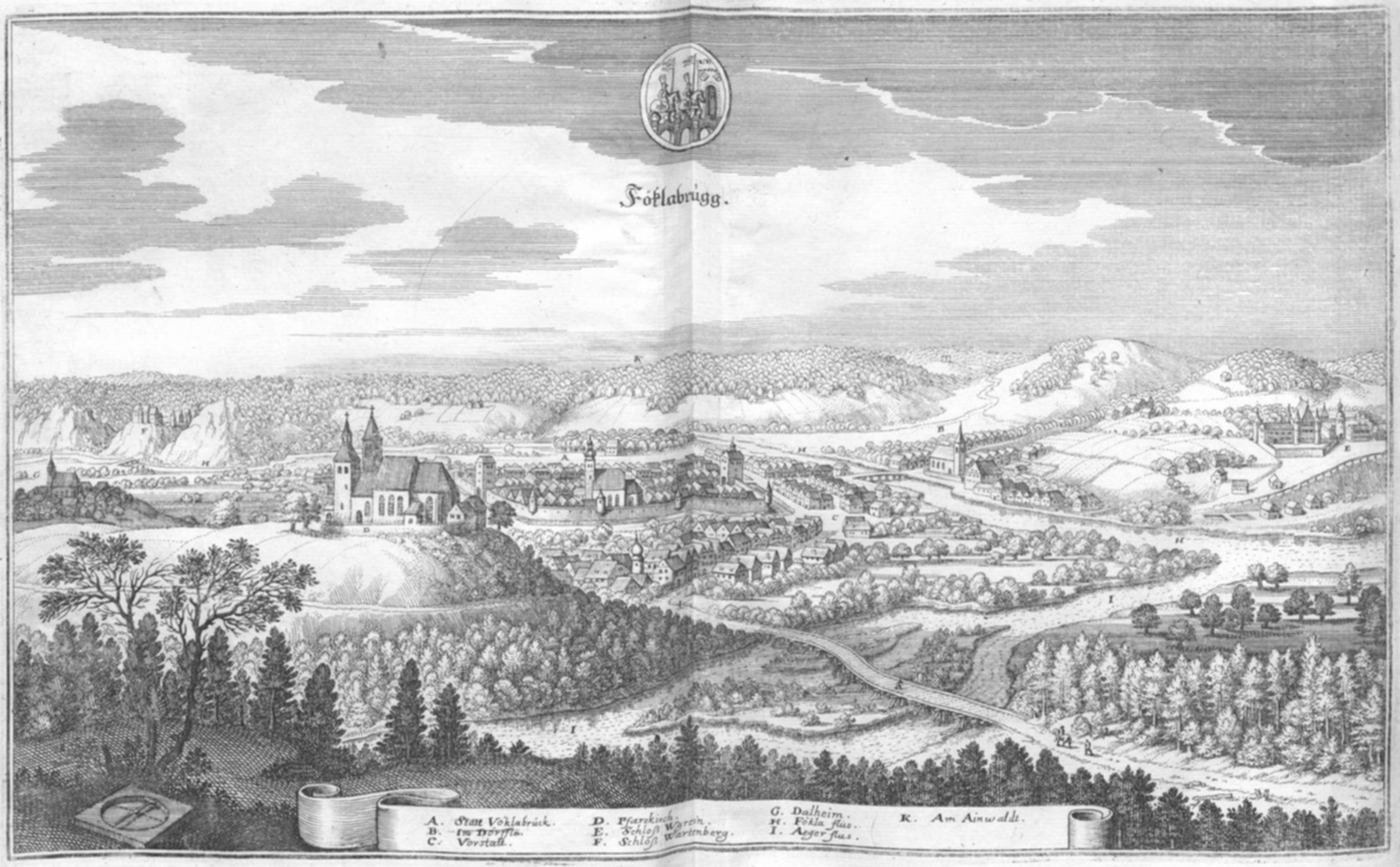
Kupferstich aus dem 17. Jahrhundert von Matthäus Merian. Halblinks die Wallfahrtskirche Maria Schöndorf, im Zentrum die Stadt und rechts das Schloss Wagrain.

Vöcklabruck ist eine Stadtgemeinde mit 12.989 Einwohnern (Stand 1. Jänner 2025) im Hausruckviertel in Oberösterreich. Die Stadt ist Zentrum der Vöckla-Ager-Senke, des zweitwichtigsten Wirtschaftsraumes in Oberösterreich. Als Sitz der Bezirkshauptmannschaft und des Bezirksgerichts Vöcklabruck ist sie zudem eine wichtige Verwaltungsstadt, eine regional bedeutende Einkaufs- und Geschäftsstadt und als Standort diverser weiterführender Schulen auch eine relevante Schulstadt.

## Geographie
Die Stadt liegt auf 433 Meter Seehöhe an den Flüssen Vöckla und Ager, die südöstlich der Gemeinde an der Grenze zu Regau in die Ager zusammenfließen. Wegen der Nähe zu den Seen des Salzkammerguts (vor allem Attersee und Mondsee) wird Vöcklabruck – vor allem in der Tourismuswerbung – auch das „Tor zum Salzkammergut“ genannt.

### Gemeindegliederung
Das Gemeindegebiet umfasst folgende 18 Ortschaften (in Klammern Einwohnerzahl Stand 1. Jänner 2025):
- Altwartenburg (14)
- Außerhafling (9)
- Buchleiten (381)
- Dörfl (1135)
- Dürnau (2689)
- Freileiten (418)
- Innerhafling (4)
- Kirchberg (20)
- Neuwartenburg (4)
- Oberhaus (56)
- Oberthalheim (51)
- Pfarrerfeld (455)
- Schöndorf (1906)
- Vöcklabruck (4229)
- Vornbuch (47)
- Wagrain (1474)
- Wegscheid (23)
- Ziegelwies (74)

Die Gemeinde besteht aus den Katastralgemeinden Vöcklabruck und Wagrain.

### Nachbargemeinden
|          | Ungenach                                    |                  |
| Timelkam | Kompassrose, die auf Nachbargemeinden zeigt | Pilsbach         |
|          | Regau                                       | Attnang-Puchheim |

## Geschichte
Die Römer besetzten das Gebiet um 15 n. Chr., das seitdem Teil der Provinz Noricum war.
Als gegen Ende des 5. Jahrhunderts unter dem Ansturm der germanischen Stämme die römische Verwaltung endgültig zusammengebrochen war, begann im Jahr 550 die bayrische Landnahme, in der die bis in unsere heutige Zeit nachwirkenden bevölkerungs- und siedlungsmäßigen Strukturen entstanden sind. Die Vöckla-Ager-Senke ist eines der ältesten bayerischen Siedlungsgebiete.

### Mittelalter

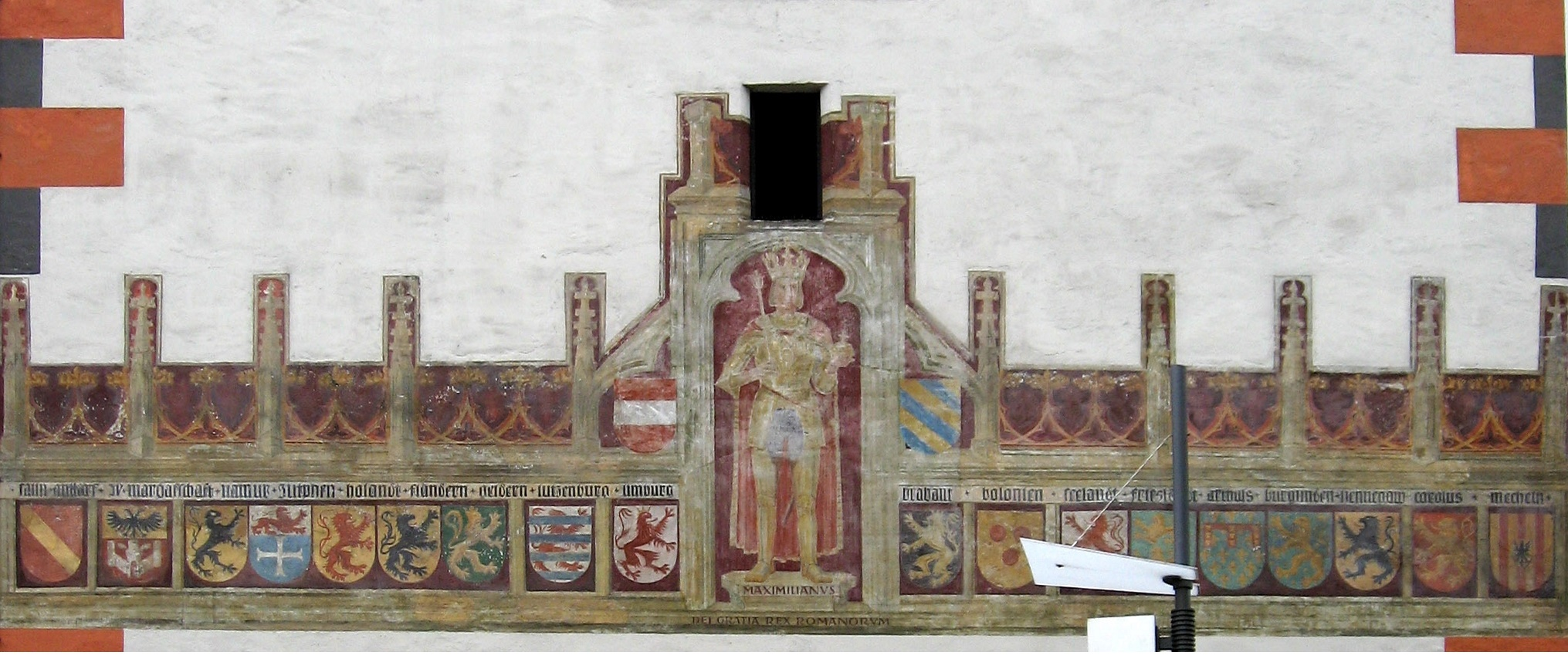
Unterer Stadtturm: Zwischen den 18 burgundischen Wappen ist Maximilian dargestellt.

Der Name der Stadt wurde 1134 als Pons Veckelahe erstmals urkundlich erwähnt. Im Jahr 1984 wurde deshalb das 850-jährige Jubiläum gefeiert. Für die Schöndorfer Kirche gibt es bereits aus dem Jahr 824 einen Beleg: Im Traditionsbuch des Klosters Mondsee ist eine Urkunde überliefert, die besagt, dass ein frommer Mann namens Mahtuni einen Teil seines Erbes, bestehend aus 40 Tagwerk Land, Wäldern und anderen Wertsachen im Attergau in dem Ort, der Puhilesphah (heute Pilsbach) hieß, diesem Kloster übertrug. Der Vertrag darüber wurde am 26. Dezember 824 in der Kirche zu Scugindorf, dem heutigen Schöndorf, erneuert.
In den Jahren 1134 bis 1143 ließ Pilgrim von Weng an der Brücke über die Vöckla am linken Ufer ein Hospiz errichten, das älteste in Oberösterreich und drittälteste im deutschen Sprachraum.
Der Kern der heutigen Stadt, der von zwei Wappentürmen, den Wahrzeichen Vöcklabrucks, abgeschlossene Stadtplatz, war wahrscheinlich eine planmäßige Gründung der Babenberger im 12. Jahrhundert, die so ihren vom Grafen von Regau neu erhaltenen Grundbesitz befestigten.
Vermutlich ist Vöcklabruck nicht offiziell zur Stadt erhoben worden, sondern hat sich im Laufe des 14. Jahrhunderts langsam von der Marktgemeinde zur Stadt entwickelt. Da man weiß, dass es 1358, im Todesjahr von Herzog Albrecht II. bereits Stadt war, wird gewöhnlich dieses Jahr genannt. Albrecht und sein Sohn Rudolf IV. waren große Förderer der Stadt Vöcklabruck und sind deshalb – als Ritter stilisiert – auf dem Stadtwappen zu sehen.
Auch Kaiser Maximilian I., der mit dem Schlossherrn des nahegelegenen Schlosses Wartenburg Wolfgang von Polheim befreundet war, förderte die Stadt und hielt sich mehrmals in ihr auf. Auf den Stadttürmen ließ er seine Wappen anbringen.

### Neuzeit
Im 16. und 17. Jahrhundert waren die Geschicke der Stadt von den auf die Reformation folgenden Glaubenskriegen und mit ihnen in Verbindung stehenden Bauernaufständen geprägt. 1570 war der Großteil der Städter protestantisch, das Pfarramt, das dem Stift Sankt Florian unterstand, war katholisch, was zu ständigen Konflikten führte.
Im Jahr 1620 verpfändete Kaiser Ferdinand II. das Land ob der Enns (Oberösterreich) an den bayerischen Herzog Maximilian I. als Gegenleistung für dessen Unterstützung in der Schlacht am Weißen Berge. Unter Maximilians Statthalter Adam Graf von Herberstorff setzte die Gegenreformation in voller Schärfe ein. Die Erhebung der Bauern gegen die erzwungene Rekatholisierung gipfelte im Oberösterreichischen Bauernkrieg 1626. Auslöser für diesen Krieg war das Frankenburger Würfelspiel im Mai 1625, bei dem Herberstorff die Rädelsführer einer antikatholischen Erhebung paarweise um ihr Leben würfeln ließ.
Nach dem Ende der Pfandherrschaft im Jahr 1628 und weiteren blutigen Kämpfen zwischen den Bauern und den kaiserlichen Truppen 1632 wurde Vöcklabruck (gemeinsam mit der Gemeinde Engelhartszell) gegen Ende des Dreißigjährigen Krieges noch einmal verpfändet, als Ferdinand II. Geld brauchte, um eine Armee gegen Schweden aufzustellen. Die Stadt schied aus dem Verband der landesfürstlichen Städte aus, verarmte und konnte sich kaum von den Folgen des Krieges erholen. Erst 1718 wurde sie durch Kaiser Karl VI. wieder ausgelöst und bekam ihren Status und ihre Privilegien zurück.

#### 19. Jahrhundert
In den Napoleonischen Kriegen trug Vöcklabruck wieder große Schäden davon. Nach dem Frieden von Schönbrunn 1809 kam die Stadt an Frankreich, das sie an Bayern weitergab. Mit dem Wiener Kongress kam Vöcklabruck wieder zu Österreich – diesmal endgültig. Es gehörte zum Hausruckkreis; im Jahr 1868 wurde die Bezirkshauptmannschaft Vöcklabruck installiert.
Im Jahr 1893 wurde die Firma Hatschek gegründet. Aus einer Mischung von Asbest und Zement wurde der Werkstoff Faserzement mit dem Firmennamen Eternit entwickelt, der ein weltweiter Erfolg wurde. Später wurde sein Staub als Karzinogen erkannt, welcher großen Aufwand für die Entsorgung und die Deponien verursacht.

Notgeld der Stadtgemeinde Vöcklabruck: Gutschein über 10 Heller. Vorderseite: Abbildung der Wallfahrtskirche Maria Schöndorf. Rückseite: Abbildung der Aussicht vom Pfarrerfeld in Richtung Süden über die Stadt hinweg

#### Zweiter Weltkrieg
Vom 6. Juni 1941 bis zum 14. Mai 1942 bestand in Wagrain ein Außenlager des KZ Mauthausen. Es war auf jenem Gelände, auf dem sich heute je zur Hälfte der Busparkplatz des Schulzentrums und die Bezirkssporthalle befinden. Etwa 300 Häftlinge wurden im Straßen- und Brückenbau und auch zu anderen Arbeiten in Vöcklabruck und Attnang-Puchheim eingesetzt. Nach dem Zweiten Weltkrieg, in dem die Stadt nur wenig zerstört wurde, entstanden – nicht zuletzt um Heimatvertriebene aus dem Osten aufzunehmen – in Schöndorf und Dürnau neue Ortsteile, in denen heute mehr als die Hälfte der Bevölkerung Vöcklabrucks lebt.

#### Zeitgeschichte

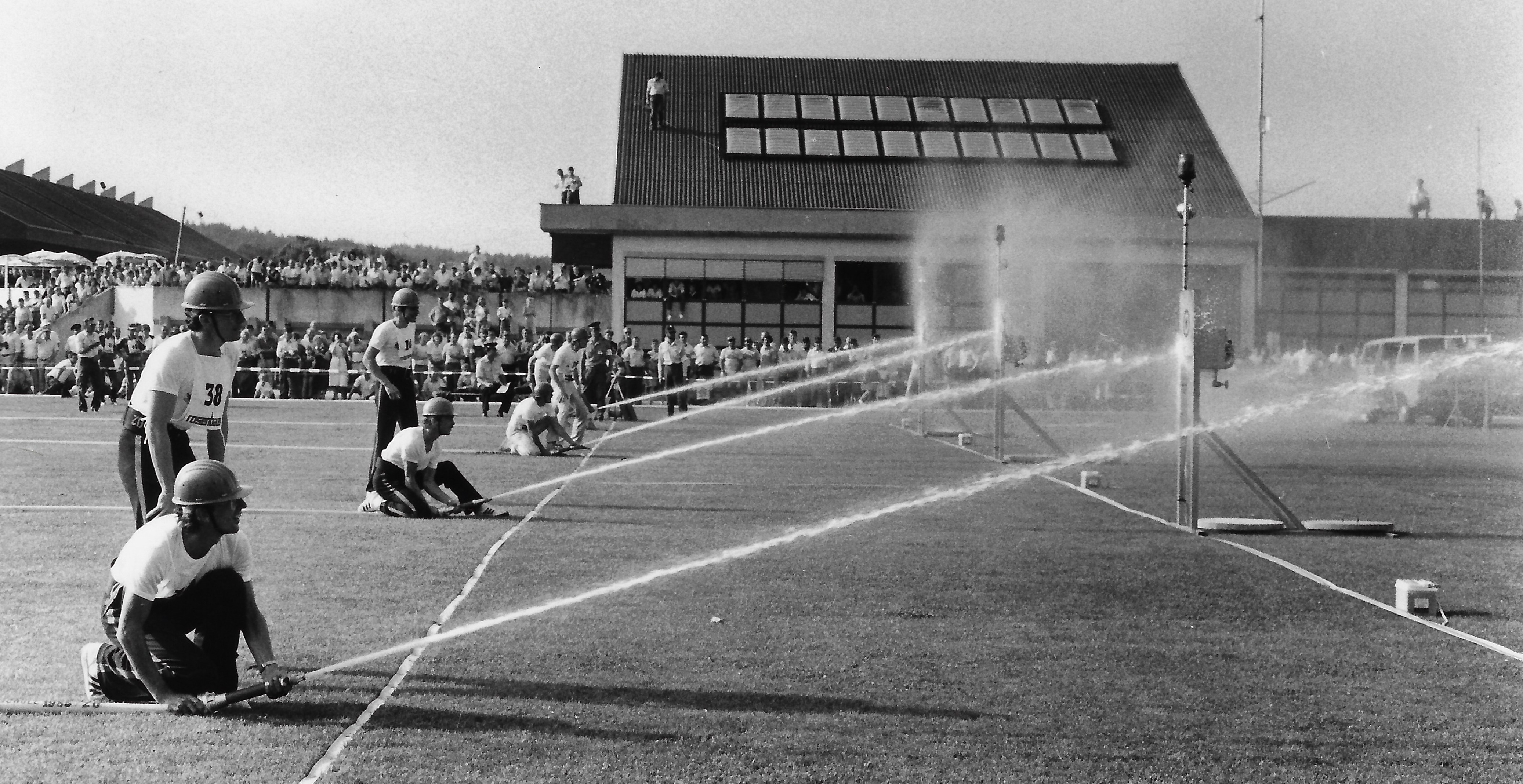
Disziplin Löschangriff bei den VIII. Internationalen Feuerwehrsportwettkämpfen des CTIF 1985 in Vöcklabruck

Vom 15. bis 21. Juli 1985 wurden im Voralpenstadion in Vöcklabruck die VIII. Internationalen Feuerwehrwettkämpfe des Weltfeuerwehrverbandes CTIF (Feuerwehrolympiade) veranstaltet. Im Programm waren Traditionelle Internationale Feuerwehrwettbewerbe, Internationale Feuerwehrsportwettkämpfe und Internationale Jugendfeuerwehrwettbewerbe.
Am 20. Juli 1999 wurde im Landeskrankenhaus Vöcklabruck Alexandra Charlotte Ulrike Maryam Virginia Prinzessin von Hannover, Tochter von Ernst August von Hannover und Prinzessin Caroline von Monaco, geboren.
Im August 2003 war Vöcklabruck Gastgeber des 14. Europaschützenfestes, einer Veranstaltung der Europäischen Gemeinschaft Historischer Schützen.
Im März 2006 wurde das entkernte Gebäude des alten oö. Landeskrankenhauses Vöcklabruck fachmännisch gesprengt.
Am 3. Juli 2024 wurde ein Brand im leerstehenden Gebäude der ehemaligen Landesmusikschule gelegt, der Schaden wird auf mehrere 100.000 Euro geschätzt. Am Folgetag zeigten sich der Brandstiftung – aus Langeweile – 13-jährige Mädchen geständig.

### Bevölkerungsentwicklung

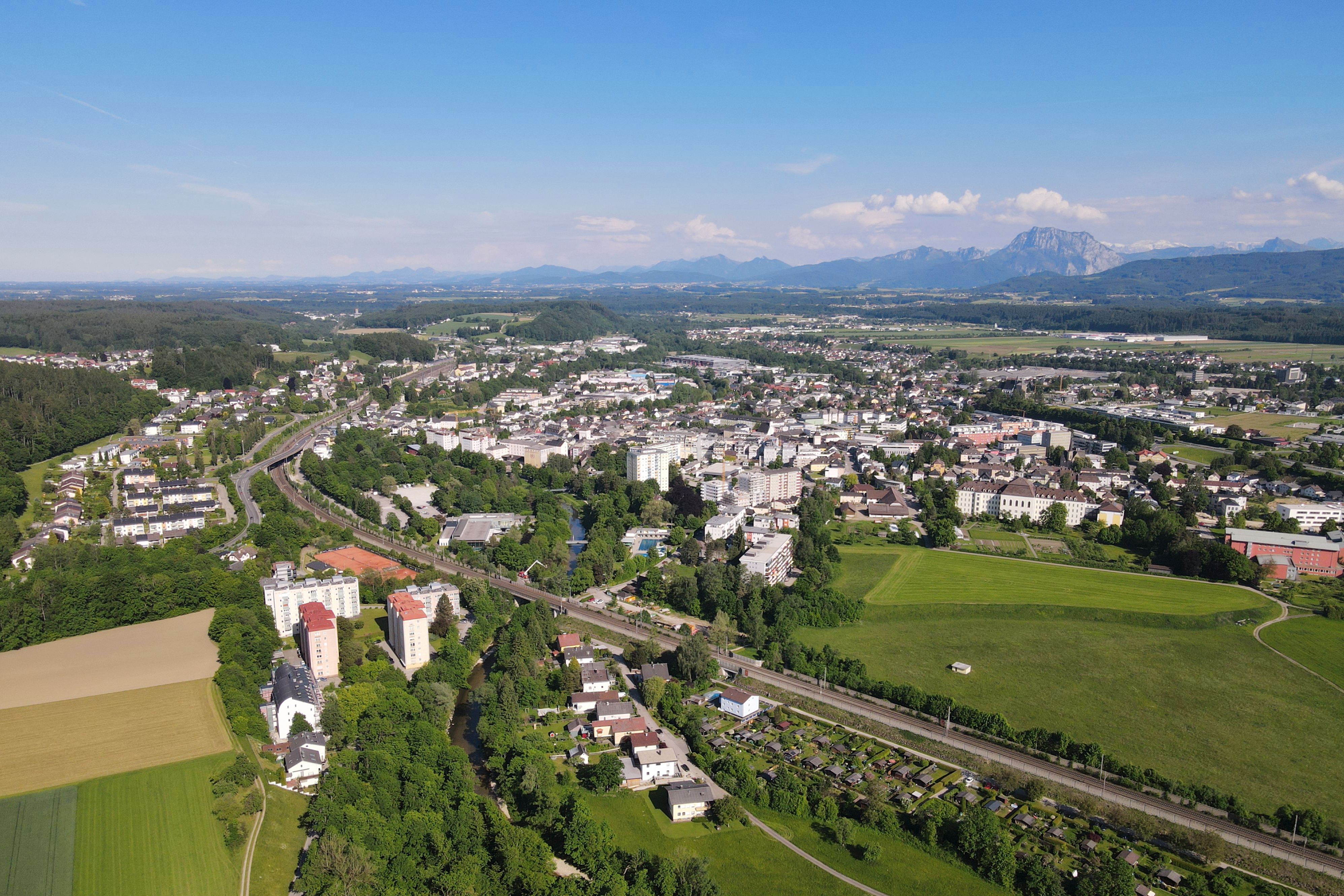
Vöcklabruck (Luftaufnahme 2021)

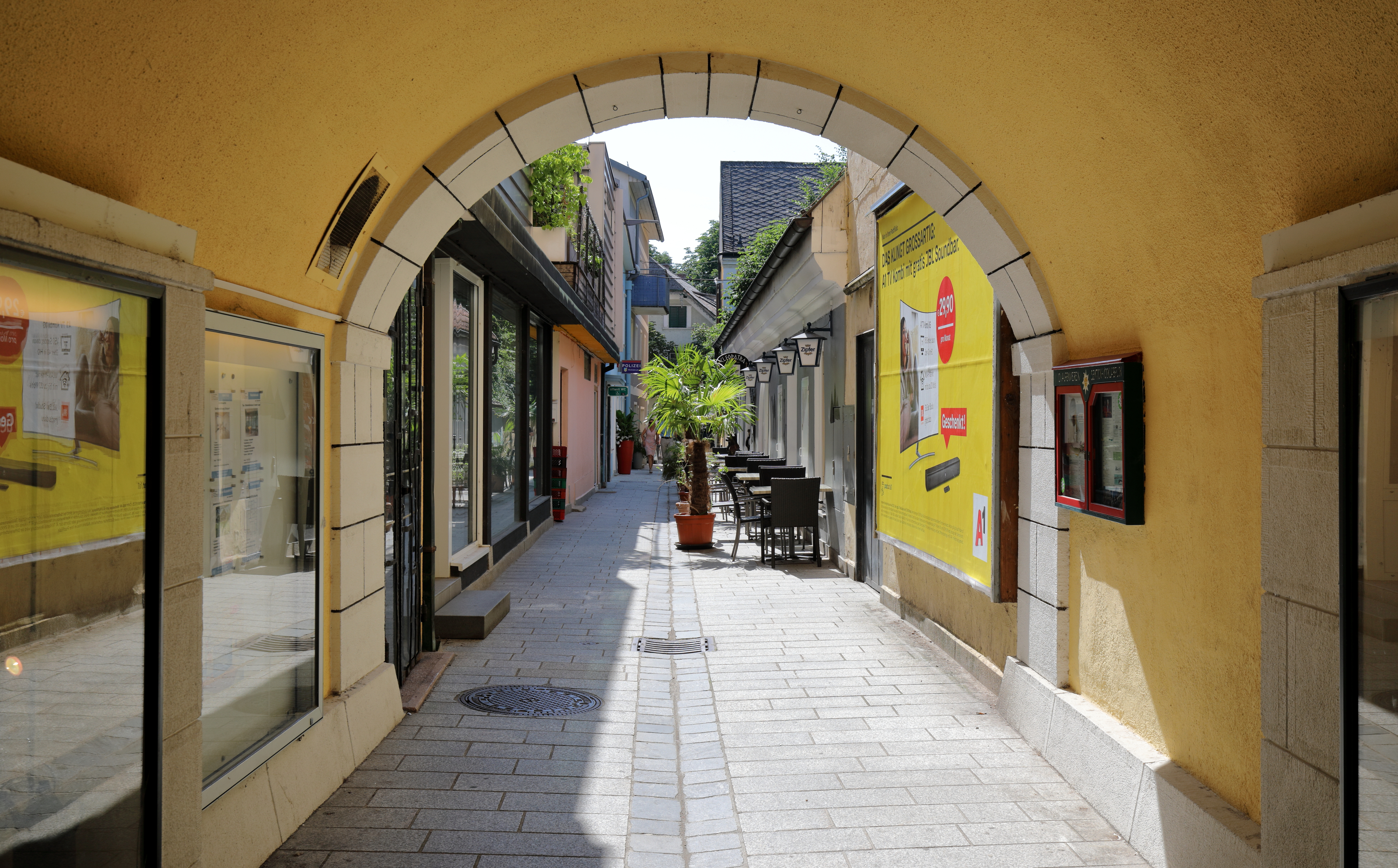
Durchgang zwischen Stadtplatz und Hinterstadt

## Religiöses Leben
Vöcklabruck ist katholisch geprägt. Es gehört zur Diözese Linz. Früher war der offizielle Pfarrsitz in der Wallfahrtskirche Maria Schöndorf, welche südlich der Stadt auf einer Anhöhe gelegen ist. In den alten Kirchenbüchern wird die Pfarrei häufig als „Pfarrei Schöndorf“ bezeichnet.
Vöcklabruck hat auch eine evangelische Kirchengemeinde.

## Kultur und Sehenswürdigkeiten

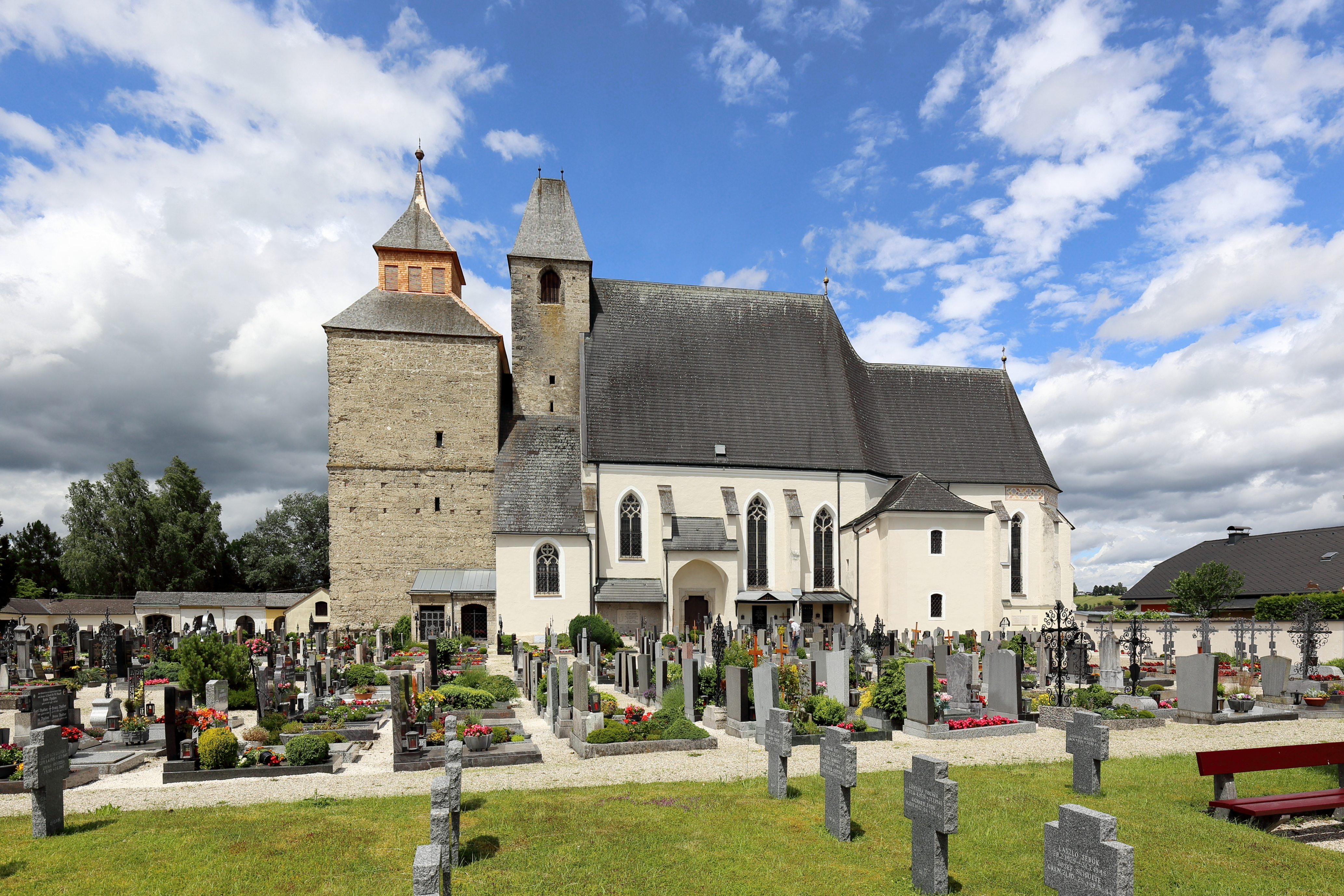
Kirche Maria Schöndorf; älteste Kirche Vöcklabrucks

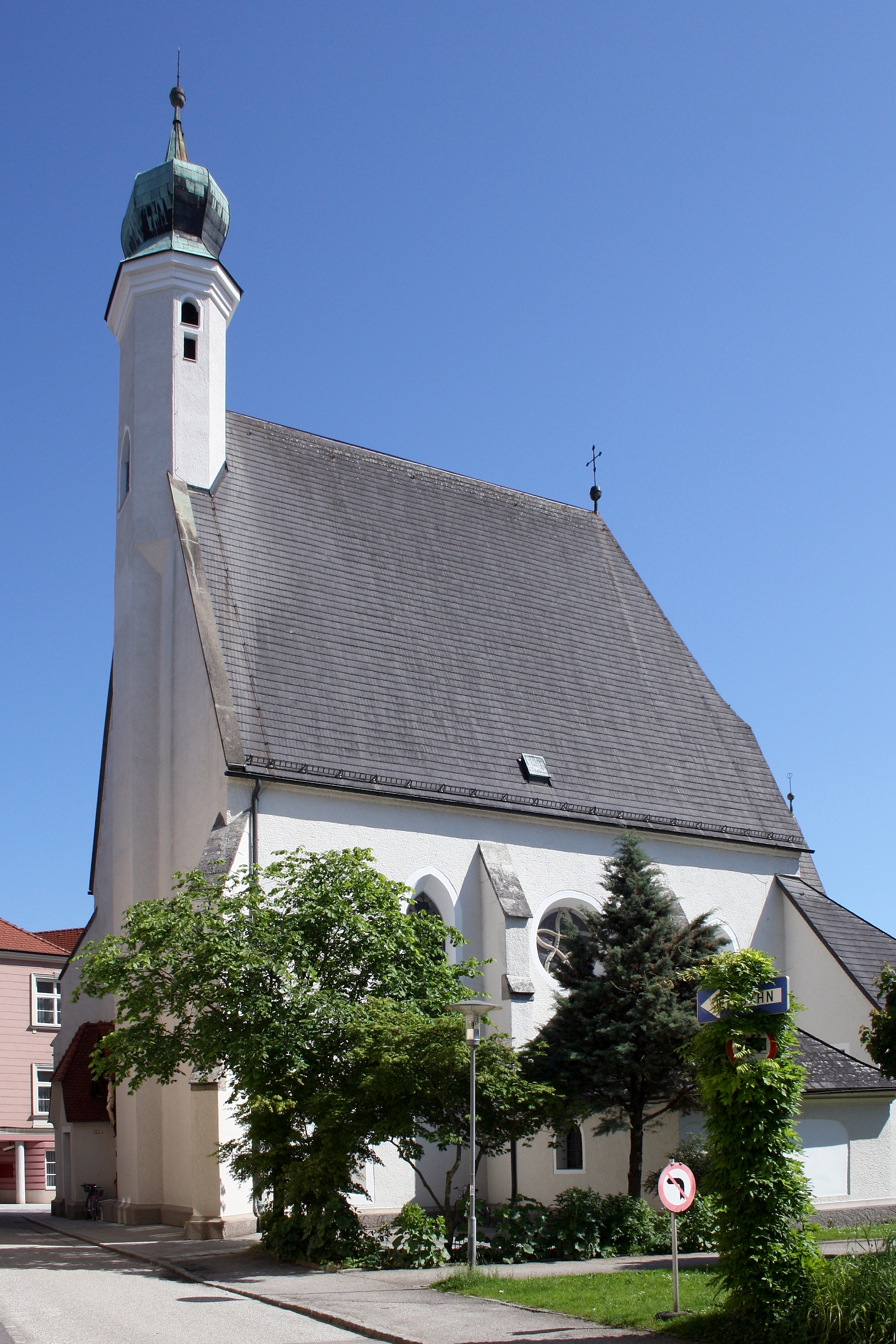
Katholische Pfarrkirche Vöcklabruck

- Stadtbefestigung Vöcklabruck: Die Fresken an den Stadttürmen wurden in den 1960er-Jahren entdeckt und stammen etwa aus dem Jahr 1502 von dem Tiroler Hofmaler Jörg Kölderer, der auch die Fresken am Wappenturm in Innsbruck gemalt hat (die bereits im Jahr 1766 zerstört wurden).
- Dörflkirche (Ägidiuskirche): sehenswerte Barockkirche, ein Zentralbau mit Kreuzgrundriss, 1688–1691 von Carlo Antonio Carlone erbaut, von Giovanni Battista Carlone (seinem Bruder) mit Stuck verziert und mit Fresken von Carlo Antonio Bussi; am linken Vöcklaufer.
- Wallfahrtskirche Maria Schöndorf: Frühmittelalterliche Wehrkirche, vor 824 erbaut.
- Oberösterreichische Landesgartenschau 2007: von 27. April bis 14. Oktober unter dem Motto „Wo die Gärten Brücken schlagen“.
- Heimathaus Vöcklabruck: Das Museum bietet einen Querschnitt durch das bäuerliche und bürgerliche Leben und Wohnen der Region. Weiters ist eine umfangreiche Sammlung von den Resten der Pfahlbauten aus dem Atterseegebiet zu sehen, und ein eigener Gedenkraum ist dem Komponisten Anton Bruckner gewidmet.
- Museum der Heimatvertriebenen
- Modellbaumuseum
- Katholische Pfarrkirche Vöcklabruck
- Evangelische Pfarrkirche Vöcklabruck
- Schloss Wagrain mit Bundesrealgymnasium Schloss Wagrain
- Offenes Kunst- und Kulturhaus (ehemalige Hatschekstiftung)

## Wirtschaft und Infrastruktur

### Wirtschaft
Die Stadt bildet das Zentrum des bedeutenden Wirtschaftsraumes Vöckla-Ager-Senke mit überregional bedeutenden Unternehmen wie beispielsweise der Lenzing AG. Direkt in Vöcklabruck sind folgende wichtige Unternehmen angesiedelt:
- Eternit-Werke
- Einkaufszentrum Varena

### Verkehr
- Bahn: Durch Vöcklabruck führt die zweigleisige, elektrifizierte Westbahn. Der Bahnhof Vöcklabruck wurde im Zuge des Ausbaus des Streckenabschnittes Attnang-Puchheim–Salzburg von 1998 bis 2001 komplett umgebaut. Seit Dezember 2007 halten am Bahnhof Vöcklabruck täglich 30 Intercity-Züge. Im Stundentakt können wichtige Ziele wie etwa Salzburg, Linz oder Wien erreicht werden.
- Straße: Die Wiener Straße – von Salzburg nach Wien – verläuft parallel zur A1 West Autobahn und führt durch die Stadtgemeinde. In Vöcklabruck zweigt die Salzkammergutstraße als B145 ab und führt über Gmunden, Bad Ischl und Bad Aussee nach Trautenfels. Etwa zehn Kilometer südwestlich vom Stadtzentrum entfernt befindet sich die Autobahnauffahrt Seewalchen zur A1 West Autobahn und etwa zehn Kilometer südöstlich die Autobahnauffahrt Regau ebenfalls zur A1 West Autobahn.
- Bus: Im Jahr 1992 wurde der Stadtbus in Vöcklabruck gegründet. Mittlerweile werden mit sechs Stadtbuslinien die wichtigsten Wohngebiete im Halbstunden- bzw. Stundentakt angebunden. Ergänzend dazu wird für die kleineren Siedlungsgebiete ein Anrufsammeltaxi angeboten.
- Flugverkehr: Der internationale Flughafen Salzburg ist in ca. 50 Minuten mit dem Pkw oder in ca. 60 Minuten mit der Bahn (mit Umsteigen) und der Flughafen Linz in ca. 60 Minuten mit dem Pkw oder auch mit der Bahn (mit Umsteigen) in ca. 60 Minuten zu erreichen.

### Bildung
- Berufsförderungsinstitut

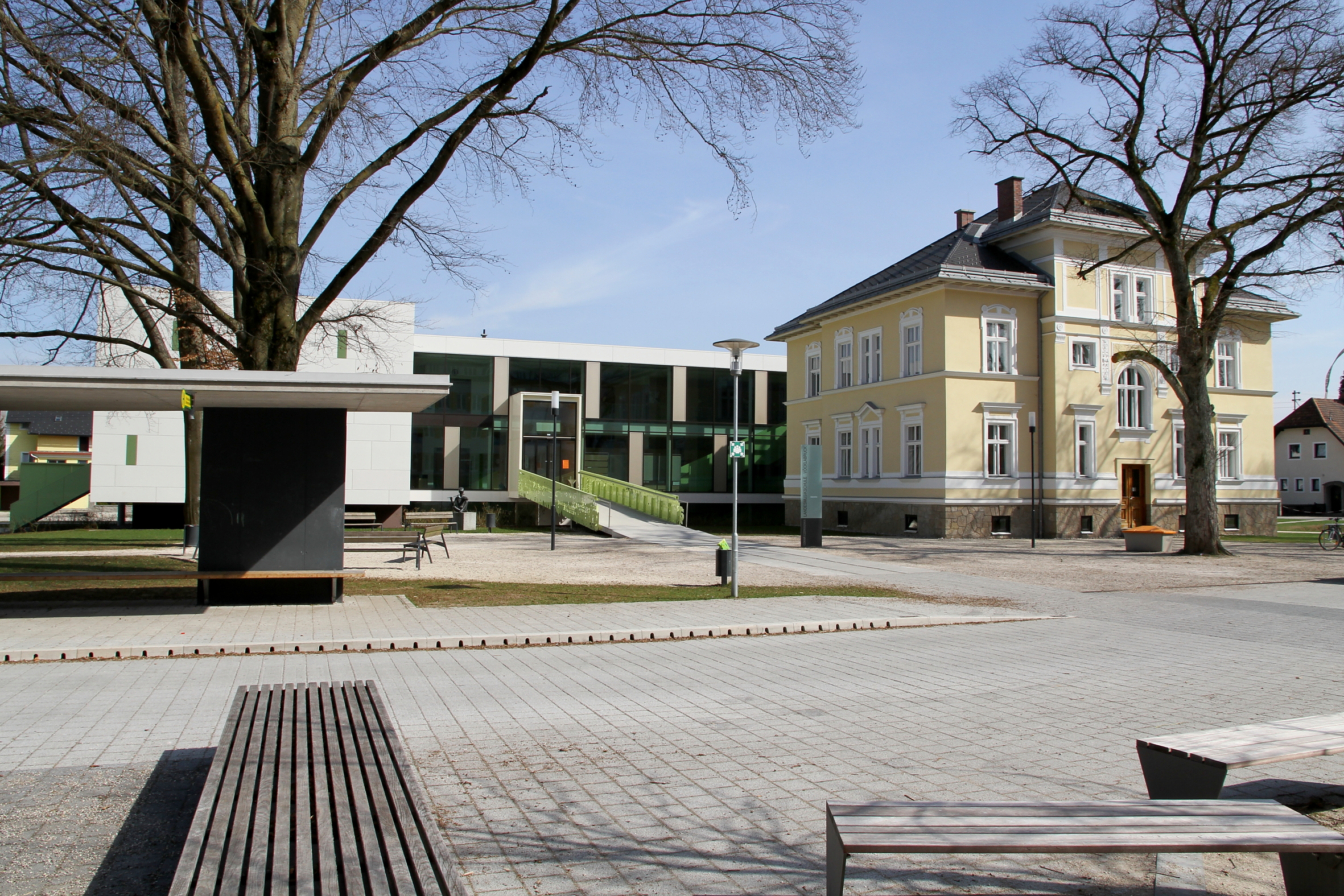
Die denkmalgeschützte Oskar-Czerwenka-Villa wurde von der Stadtgemeinde angekauft, renoviert, mit einem kubischen Zubau erweitert und um 5 Mio. Euro 2008 zur „Oskar-Czerwenka-Landesmusikschule“ umgebaut.

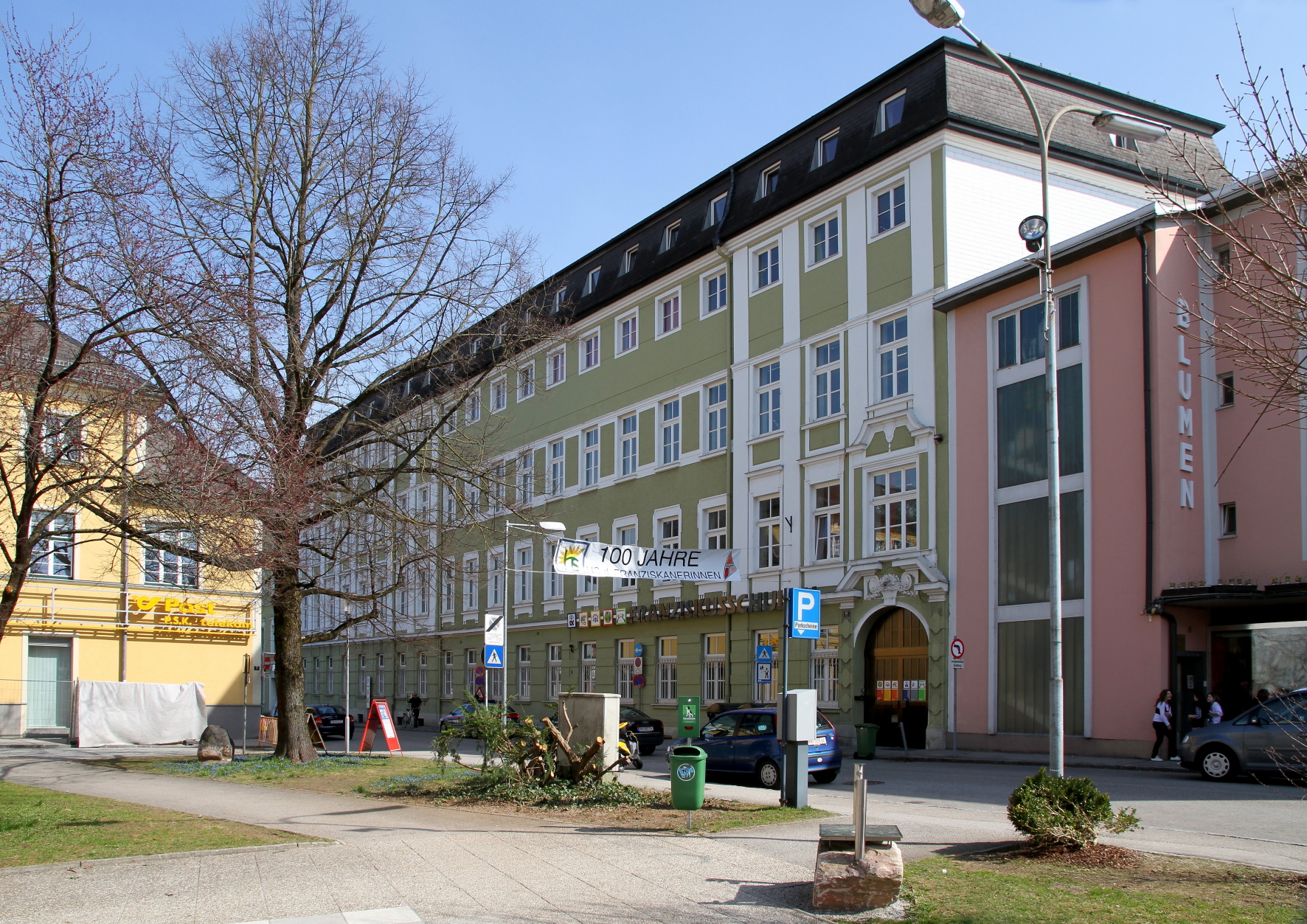
Die Franziskusschule (private Volks- und Hauptschule der Franziskanerinnen), 1911 als Bürgerschule eröffnet.

- Berufsschule für kaufmännische Lehrberufe
- Bundesgymnasium Vöcklabruck
- Bundesrealgymnasium Schloss Wagrain
- Bundeshandelsakademie und Bundeshandelsschule
- Don Bosco Schule
- HTL Vöcklabruck
- Musikschule/Landesmusikschule Vöcklabruck
- Landwirtschaftliche Berufs- und Fachschule
- Pestalozzischule Vöcklabruck
- Polytechnische Schule
- Private Volksschule und Hauptschule der Franziskanerinnen
- Mittelschule
- Oberstufenrealgymnasium der Franziskanerinnen
- Schule für allgemeine Gesundheits- und Krankenpflege
- Schule für Malen und Gestalten
- Städtischer Schülerhort
- Volkshochschule der Arbeiterkammer
- Volksschule 1 und 2
- WIFI Vöcklabruck

### Sport
- Handball: In den Nachkriegsjahren spielte die Feld-Handball-Abteilung des SV Vöcklabruck eine bedeutende Rolle. Spieler im schwarz-weißen Dress waren damals: Hermann Kamper (Tor), Rupert Pichlmann, Max Asen, Rudi Slezina. Trotz ausgezeichneter Ergebnisse erlaubte der Verband der Mannschaft nicht den Aufstieg, da Spiele mit den Linzer Vereinen auf Grund der Nachkriegsverhältnisse nicht möglich waren. Herausragendes Ereignis in der Geschichte der Handballmannschaft war am 9. April 1950 ein Freundschaftsspiel mit der schweizerischen Handballmannschaft Thun, die für mehrere Tage Vöcklabruck besuchte, mit einem Umzug festlich begrüßt wurde und Ausflüge ins Salzkammergut mit den Gastgebern absolvierte.

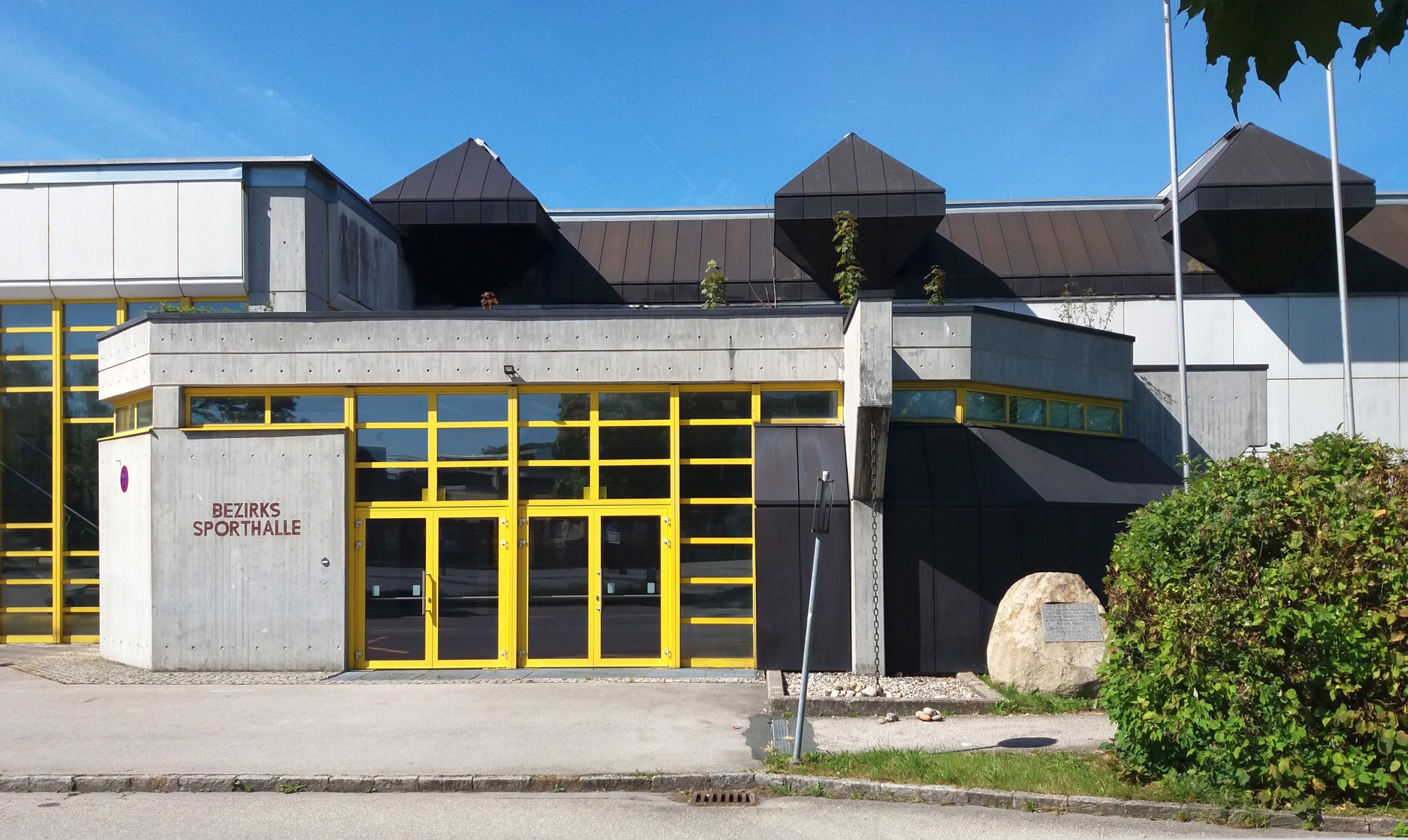
Bezirkssporthalle Vöcklabruck mit Gedenkstein für das einst an dieser Stelle stehende Außenlager des KZ Mauthausen

- Fußball: Der 1. FC Vöcklabruck stieg im Jahr 2008 als Regionalliga-Meister in die Erste Liga, also die zweithöchste Spielklasse Österreichs, auf, nach nur einer Saison (2008/2009) aber gleich wieder ab. Danach stellte der Verein aufgrund von finanziellen Problemen und dem Entzug der Lizenz den Spielbetrieb ein. Mit dem Vöcklabrucker Sportclub (kurz VB SC) wurde am 9. Juli 2009 ein Nachfolgeverein gegründet, der in der untersten oberösterreichischen Spielklasse neu begann.
- Eishockey: Im Bezirk Vöcklabruck wurde durch den Bau der REVA-Eishalle im Jahr 1999 die Infrastruktur geschaffen, Eishockey zu spielen. Im Sommer 2003 wurde der 1. EHC Voralpenkings Vöcklabruck gegründet, der inzwischen 120 Mitglieder in fünf Teams in unterschiedlichen Leistungsklassen, Altersgruppen zählt. In der Saison 2019/2020 hatten die Eishockeyspieler mit Trainingseinheiten, Veranstaltungen und Spielen rund 200 Eiszeiten absolviert. Neben den Ligamannschaften liegt der Fokus auch auf einer guten Jugendarbeit. Im Training werden die Kinder und Jugendlichen in zwei Gruppen, Anfänger und Fortgeschrittene, aufgeteilt und stets von mindestens zwei Trainern betreut und gefördert.

## Politik
Der Gemeinderat hat 37 Mitglieder.
- Mit den Gemeinderats- und Bürgermeisterwahlen in Oberösterreich 2003 hatte der Gemeinderat folgende Verteilung: 16 ÖVP, 14 SPÖ, 5 GRÜNE und 2 FPÖ.
- Mit den Gemeinderats- und Bürgermeisterwahlen in Oberösterreich 2009 hatte der Gemeinderat folgende Verteilung: 19 ÖVP, 9 SPÖ, 5 GRÜNE und 4 FPÖ.
- Mit den Gemeinderats- und Bürgermeisterwahlen in Oberösterreich 2015 hatte der Gemeinderat folgende Verteilung: 18 ÖVP, 7 FPÖ, 6 SPÖ und 6 GRÜNE.
- Mit den Gemeinderats- und Bürgermeisterwahlen in Oberösterreich 2021 hat der Gemeinderat folgende Verteilung: 13 ÖVP, 11 SPÖ, 6 GRÜNE, 4 FPÖ, 2 NEOS und 1 MFG.

### Bürgermeister
Bürgermeister seit 1850 waren:
- 1850–1855 Anton Hesch
- 1855–1861 Michael Ruttner
- 1861–1864 Heinrich Hauner
- 1864–1867 Sebastian Dusch
- 1867–1868 Heinrich Hauner
- 1868–1870 Josef Meislinger
- 1870–1876 Leopold Furtmoser
- 1876–1894 Alois Scherer
- 1894–1897 Jakob Schmotzer
- 1897–1900 Otto Koppreiter
- 1900–1901 Michael Kitzmantel
- 1901–1906 Rudolf Sturm
- 1906–1909 Leopold Gross
- 1909–1919 Hans Obermayer
- 1919–1924 Josef Zauner
- 1924–1927 Adolf Reiter
- 1927–1938 Anton Lumpi
- 1938–1938 Hans Resl
- 1938–1943 Hermann Stadlbauer
- 1943–1944 Rudolf Peterbauer
- 1944–1945 Hans Reiter (geschäftsführend)
- 1945–1946 Leopold Kukla
- 1946–1955 Josef Albert Winter
- 1955–1961 Leopold Weismann
- 1961–1969 Robert Kunz
- 1969–1991 Franz Humer
- 1991–2020 Herbert Brunsteiner
- 2020–2021 Elisabeth Kölblinger[12]
- seit 2021 Peter Schobesberger

### Wappen
Blasonierung:
In Blau auf grünem, gewelltem Schildfuß eine vom rechten Schildrand ausgehende, goldene, mit drei rot-weiß-roten Bindenschildchen versehene Steinbogenbrücke, die zu einem goldenen, vom linken Schildrand ausgehenden, zinnenbewehrten Tor mit hochgezogenem Fallgitter im schwarz geöffnetem Tor führt. Auf der Brücke zwei auf Pferden zum Stadttor reitende, blau geharnischte Ritter mit goldenen, geschlossenen, gekrönten und mit grünen Pfauenstößen besteckten Kübelhelmen, jeder ein an goldenen Stangen befestigtes Fähnlein in den österreichischen Farben und einen Bindenschild haltend; auf den goldenen Pferdedecken sind vier rot-weiß-rote Schildchen sichtbar.
Wann das Wappen verliehen wurde, ist nicht bekannt, der Gebrauch eines Stadtsiegels geht bis ins 14. Jahrhundert zurück. Das Wappenbild symbolisiert die Stadt und die namensgebende Brücke über die Vöckla. Die beiden Reiter stellen Herzog Albrecht II. und seinen Sohn Herzog Rudolf IV. dar, die die Stadt gefördert und ihr Privilegien verliehen haben.

### Gemeindepartnerschaften
- Tschechien: Český Krumlov (Böhmisch Krumau), Tschechien
- Deutschland: Hauzenberg, Deutschland
- Slowenien: Slovenj Gradec (deutsch: Windischgräz), Slowenien

## Persönlichkeiten

### Söhne und Töchter der Stadt
- Leonhard Schiemer († 1528), führende Persönlichkeit der Täuferbewegung
- Sebastian Schwarz (1809–1870), Priester und Ordensstifter
- Viktorin Berger (1855–1914), katholischer Geistlicher und Kirchenmusiker
- Emilie Mediz-Pelikan (1861–1908), Malerin und Lithographin
- Josef Zauner (1876–1967), Politiker (CSP)
- Max Auer (1880–1962), bedeutendster Anton-Bruckner-Biograph
- Hermann Aichinger (1885–1962), bedeutender Architekt, Otto-Wagner-Schüler
- Othmar Lux (1892–1980), Maler und Bildhauer
- Wilhelm Bock (1895–1966), Bürgermeister von Linz, Stadtpfarrer von Vöcklabruck
- Hermann Höller (1907–1992), Maler
- Gerhard Possart (1923–1996), Politiker (ÖVP), Ehrenbürger von Vöcklabruck
- Oskar Czerwenka (1924–2000), Opernsänger (Bass) und Maler
- Franz Bucar (1925–2014), Maler (u. a. Sgraffito)
- Werner Kreindl (1927–1992), Schauspieler (u. a. Schüler Gerber)
- Eduard Christoph Heinisch (1931–1999), Lyriker, Prosa-Autor, Satiriker und Journalist
- Franz Satzinger (* 1935), Heimatforscher
- Gerhard Narholz (* 1937), Komponist
- Hansjörg Eichmeyer (1940–2019), evangelisch-lutherischer Theologe
- Günter Kahowez (1940–2016), Komponist
- Wolfgang Panuschka (* 1942), Bildhauer, Maler, Grafiker und Restaurator
- Ludwig Nagl (* 1944), Philosoph
- Josef Ackerl (* 1946), Politiker
- Jim Silye (* 1946), kanadischer Politiker, Geschäftsmann und früherer Sportler (Football), emigrierte 1951 nach Kanada
- Ute Baur-Timmerbrink (* 1946), deutsche Autorin, Bloggerin und Wegweiserin für Besatzungskinder
- Gerhard Fitzinger (1947–2016), Komponist, Musikpädagoge und Kirchenmusiker
- Hans Höller (* 1947), Germanist, Philologe und Hochschullehrer
- Leopold Köppl (* 1947), Sänger (Bariton) und Hobbymaler
- Inge Jäger (* 1949), Politikerin (SPÖ) und Erwachsenenbildnerin
- Helmut Kapeller (* 1950), Eisenbahner und Abgeordneter zum Oberösterreichischen Landtag
- Monika Schuster (* 1951), Politikerin
- Wolfgang Holzmair (* 1952), Sänger in der Stimmlage Bariton
- Christian Scholz (1952–2019), Wirtschaftswissenschaftler
- Christine Maria Grafinger (* 1953), Bibliothekarin
- Maximilian Hofmann (* 1954), Politiker und Abgeordneter zum Österreichischen Nationalrat
- Kurt Palm (* 1955), Autor und Regisseur
- Hans Eichhorn (1956–2020), Schriftsteller
- Reinhard Palm (1957–2014), Autor, Übersetzer und Dramaturg
- Fritz Popp (* 1957), Schriftsteller
- Editta Braun (* 1958), Choreographin, Bühnentänzerin und Tanzpädagogin
- Franz Froschauer (* 1958), Schauspieler
- Franz Gruber (* 1960), katholischer Dogmatiker und Hochschullehrer
- Andrea Eder-Gitschthaler (* 1961), Politikerin (ÖVP) und Versicherungsangestellte
- Bettina Leidl (* 1962), Kulturmanagerin und Museumsleiterin
- Hermann Schwameder (* 1962), Sportwissenschaftler und Hochschullehrer
- Peter Weinhäupl (* 1962), Kulturmanager, Direktor Leopold-Museum Wien / Klimt-Foundation
- Harry Ahamer (* 1964), Musiker und Songwriter
- Elisabeth Kölblinger (* 1966), ehem. Bürgermeisterin, Stadträtin und Landtagsabgeordnete (ÖVP)
- Walter Fischbacher (* 1966), Jazz- und Fusionmusiker
- Sylvia Sperandio (* 1966), Ärztin, erste Offizierin des österreichischen Bundesheeres
- Wolfgang Suppan (* 1966), Komponist
- Franzobel (Stefan Griebl, * 1967), Schriftsteller
- Roland Müller (* 1969), Maler
- Christian Bachner (* 1970), Jazzmusiker
- Gudrun Hochmayr (* 1970), Rechtswissenschaftlerin und Hochschullehrerin
- Robert Bachner (* 1972), Jazzmusiker und Komponist
- Jörg Winter (* 1972), ORF-Journalist
- Daniel Angermayr (* 1974), Bühnen- und Kostümbildner
- Claudia Brandmair (1975–2017), Modedesignerin
- Daniela Emminger (* 1975), Schriftstellerin
- Alois Gstöttner (* 1975), Fotograf, Autor, Journalist, Grafikdesigner und Herausgeber
- Michael Müller (* 1976), Bobfahrer
- Michael Seemayer (* 1976), Gewerkschaftsfunktionär und Politiker (SPÖ)
- Susanne Gschwendtner (* 1981), Schauspielerin
- Andreas Bieringer (* 1982), Theologe
- Verena Fuchsberger-Staufer (* 1983), Sozialwissenschaftlerin und Informatikerin
- Elisabeth Gneißl (* 1983), Politikerin
- Susanne Raab (* 1984), Juristin, Politikerin (ÖVP) und Bundesministerin
- Christoph Krauli Held (* 1985), Gastronom, Haubenkoch, Fernsehkoch, YouTube-Koch und Podcaster
- David Six (* 1985), Musiker
- Valerie Teufl (* 1986), Volleyball- und Beachvolleyballspielerin
- Peter Hackmair (* 1987), Fußballspieler
- Daniela Holzinger-Vogtenhuber (* 1987), Politikerin (SPÖ, Jetzt – Liste Pilz)
- Matthias Kaltenbrunner (* 1987), Historiker
- Lisa Farthofer (* 1991), Ruderin
- Daniel Hemetsberger (* 1991), Skirennläufer
- Lisa Hofmaninger (* 1991), Jazzmusikerin
- Leander Fischer (* 1992), Schriftsteller
- Lukas Pöstlberger (* 1992), Radrennfahrer
- Miriam Hufnagl alias AVEC (* 1995), Songwriterin und Musikerin
- Laura Wienroither (* 1999), Fußballspielerin
- Maximilian Kofler (* 2000), Motorradrennfahrer
- Raul Florucz (* 2001), Fußballspieler
- Johanna Bassani (2002–2020), Nordische Kombiniererin
- Andreas Kofler (* 2004), Motorradrennfahrer
- Kevin Lebersorger (* 2005), Fußballspieler

### Persönlichkeiten die am Ort gewirkt haben
- Franz Freindaller (1753–1825), Stadtpfarrer und Dekan von Vöcklabruck